# Efim Moțpan
Efim Moțpan (n. 10 februarie 1971, Cornești, RSS Moldovenească, URSS) este un atlet moldovean, specializat în marș sportiv. A reprezentat Republica Moldova la proba de 20 km marș la Jocurile Olimpice de vară din 2000, în care nu a ajuns la finiș.